# Emperador Xiaowen de Wei del Norte
El Emperador Xiaowen de Wei del Norte (北魏孝文帝; Wade-Giles: Pei3-wei4 Hsiao4-wên2 Ti4) (467–499), cargo ocupado por Tuoba Hong (拓拔宏; Wade-Giles: T'o-pa Hung) y luego por Yuan Hong (元宏; Wade-Giles: Yüen Hung), fue un emperador de la dinastía Wei del Norte china que gobernó desde el 20 de septiembre de 471 hasta el 26 de abril de 499.
Implementó una drástica política de sinización, intentando centralizar el gobierno y hacer más fácil de gobernar el estado multiétnico. Esta política incluía cambios en los estilos artísticos, para reflejar las preferencias chinas, forzar a la población a hablar la lengua china y a llevar vestidos chinos. Obligó a los xianbei a adoptar apellidos chinos, y cambió su propio apellido familiar de Tuoba a Yuan. También alentó los matrimonios mixtos entre los xianbei y los Han.
En 494, Xiaowen trasladó la capital de Wei del Norte, de Pingcheng (平城, moderna Datong, Shanxi) a Luoyang, una ciudad largamente reconocida como centro importante en la Historia de China. El cambio se reflejó en las tácticas de defensa contra los Rouran, pasando de defensa activa a defensa pasiva. La élite militar quedó en la capital vieja, ampliando las diferencias entre la Administración y los militares.